# Leon Zawadowski
Leon Zawadowski, również  Leo Zawadowski (ur. 28 sierpnia 1914 w St. Petersburgu, zm. 4 sierpnia 2018 w Oakville w Kanadzie) – polski językoznawca, teoretyk języka, filolog klasyczny, romanista, profesor doktor habilitowany. 

## Życiorys
Po wybuchu rewolucji bolszewickiej jego rodzina przeprowadziła się z St. Petersburga do Warszawy. Ukończył Gimnazjum im. Tadeusza Reytana w Warszawie (1931) i studia wyższe na Wydziale Filologii Klasycznej Uniwersytetu Warszawskiego. Do 1939 asystent na UW. W 1948 obronił na UW doktorat z zakresu językoznawstwa porównawczego, po czym objął stanowisko profesora zwyczajnego Uniwersytetu Wrocławskiego, a także kierownika Katedry Językoznawstwa Porównawczego i p.o. kierownika Katedry Filologii Romańskiej Wydziału Filologicznego Uniwersytetu Wrocławskiego. W 1952 wstrzymano nabór na romanistykę na Uniwersytecie Wrocławskim; w 1957 Katedra Romanistyki została reaktywowana pod kierunkiem Leona Zawadowskiego, który sprawował funkcję jej kierownika w latach 1957–1968. W pewnym okresie był również dziekanem wydziału.
W 1969 objął stanowisko profesora zwyczajnego Uniwersytetu Indiany w Bloomington w Stanach Zjednoczonych. Od 1971 profesor językoznawstwa i filologii romańskiej, a zarazem kierownik Wydziału Języków Uniwersytetu Lakehead w Thunder Bay w prowincji Ontario w Kanadzie (ang. Chairman of the Department of Languages), gdzie pracował do przejścia na emeryturę, po czym przeprowadził się do Oakville. W późniejszym okresie pozostał aktywny naukowo; był współzałożycielem i fundatorem katolickiej organizacji społecznej Society for Catholic Life and Culture in Canada. W 1998 otrzymał tytuł honorowego członka Polskiego Towarzystwa Językoznawczego.
Pochowany wraz z żoną na St Jude's Cemetery w Oakville w prowincji Ontario (kwatera Block 97, Gr 14–15).

## Dorobek naukowy
W 2014 Andrzej Bogusławski napisał, że prof. Zawadowski to najwybitniejszy uczeń Jerzego Kuryłowicza i nestor polskiego językoznawstwa; zwrócił uwagę na polemiczny charakter jego badań wobec koncepcji Ferdinanda de Saussure’a i zbieżność z tezami Ludwiga Wittgensteina. Uznał prof. Zawadowskiego za największy po Baudouinie de Courtenay i Jerzym Kuryłowiczu talent lingwistyczno-teoretyczny wśród Polaków z początku XX wieku. W 2014, z okazji stulecia urodzin, Komitet Językoznawstwa Polskiej Akademii Nauk poświęcił swoje posiedzenie plenarne dorobkowi naukowemu prof. Zawadowskiego. Był autorem m.in. następujących książek:
- Rzeczywisty i pozorny wpływ kontekstu na znaczenie (1951)[3][10]
- Zagadnienia teorii zdań względnych (1952)[11]
- On the Syntactic Function of the Clauses of Result (1953)[12]
- Językoznawstwo (1957)[13]
- Constructions grammaticales et formes périphrastiques (1959)[3][14]
- Lingwistyczna teoria języka (1966)[3][15]
- Inductive Semantics and Syntax: Foundations of Empirical Linguistics (1975, reprint 2019)[16][17]

W 1980 opublikował książkę The Polish-Canadian Community at the Lakehead, poświęconą historii Polonii kanadyjskiej w północno-zachodnim Ontario.

## Rodzina i życie prywatne
Był miłośnikiem jazdy konnej. Miał żonę Iwonę (Yvonne, 1922–2014), polonijną działaczkę społeczną, z którą pozostawał w związku małżeńskim 75 lat, a także trzech synów, Raphaela, Petera i Andrew, oraz sześcioro wnucząt i wiele prawnucząt.